# Emine Sevgi Özdamar
Emine Sevgi Özdamar (ur. 10 sierpnia 1946 w Malatya w Turcji) – niemiecka aktorka (głównie teatralna), reżyserka (teatralna), i pisarka, pochodzenia tureckiego.

## Życiorys
Już w wieku 12 lat Emine stanęła po raz pierwszy na deskach teatru państwowego w Bursie (w sztuce „Mieszczanin szlachcicem” Molière’a). Do Niemiec przyjechała po raz pierwszy w roku 1965, jako 19-latka nieznająca w ogóle języka niemieckiego, do pracy jako Gastarbeiter, na dwuletni kontrakt w jednej z fabryk w Berlinie Zachodnim.
W latach 1967 do 1970 uczyła się w szkole aktorskiej w Stambule. W Turcji zagrała też swoje pierwsze profesjonalne role teatralne. Jako miłośniczka poezji, zainspirowana twórczością Heinego i Brechta (szczególnie jego tekstami piosenek z albumu który kupiła podczas pierwszego pobytu w Niemczech), przyjęła w roku 1976 posadę asystentki reżysera w Volksbühne w Berlinie Wschodnim (wspomnienia z tego czasu zawarła w powieści Seltsame Sterne starren zur Erde).
Współpracowała tam między innymi z Benno Bessonem i Matthiasem Langhoffem. Z trupą tego teatru, w latach 1978 i 1979, przebywała w Paryżu i Awinionie. Doktorantka Paryskiego Uniwersytetu 8 Vincennes – Saint Denis. W latach 1979 do 1984 była na angażu aktorskim w Schauspielhaus Bochum. Na zlecenie tego ostatniego powstała jej pierwsza sztuka teatralna Karagöz in Alamania (Czarnooki w Niemczech), którą w roku 1986 wystawił, w jej reżyserii, Schauspielhaus Frankfurt.
Obok wielu ról teatralnych, występowała też w filmach, m.in. w „Happy Birthday, Türke” (filmowa adaptacja powieści kryminalnej Jakoba Arjouni’na pod tym samym tytułem, reżyseria Doris Dörrie), i w „Yasemin” (reżyseria Hark Bohm), obu nagrodzonych jako Deutscher Filmpreis/Bester Spielfilm (Niemiecka Nagroda Filmowa / Najlepszy Film). Od roku 1986 pracuje jako niezależna pisarka. Mieszka w Berlinie.
Poza swoim zaangażowaniem w teatr, od roku 1982, Emine zajęła się pisaniem powieści, wierszy i opowiadań, w których głównie opisuje swoje doświadczenia z życia w Niemczech.
Swoimi tekstami otworzyła trzecią drogę, pomiędzy literaturą zmieszania i konsternacji pierwszego pokolenia tureckich Gastarbeiterów, i literaturą spokoju umysłu i zrównoważenia ich trzeciej generacji. Przez wielu Niemiecko-Tureckich autorów dawana jest dzięki temu jako przykład do naśladowania.
Za te dzieła te otrzymała wiele nagród i wyróżnień.
W maju 2007 Emine przyjęta została w poczet, liczącej odtąd 175 członkiń i członków, Deutsche Akademie für Sprache und Dichtung (Niemieckiej Akademii Języka i Twórczości Poetyckiej).

## Dzieła
- Karagöz in Alamania. (sztuka teatralna, 1982)
- Mutterzunge. (opowiadania, 1990, ISBN 3-88022-106-5)
- Keloğlan in Alamania, die Versöhnung von Schwein und Lamm. (sztuka teatralna, 1991)
- Das Leben ist eine Karawanserei, hat zwei Türen, aus einer kam ich rein, aus der anderen ging ich raus. (powieść, 1992, ISBN 3-462-02319-5)
- Die Brücke vom Goldenen Horn. (powieść, 1998, ISBN 3-7632-4802-1; tłumaczenie Polskie – Most nad Złotym Rogiem, Wydawnictwo Pogranicze, 2007)
- Der Hof im Spiegel. (opowiadania, 2001, ISBN 3-462-03001-9)
- Seltsame Sterne starren zur Erde. Wedding – Pankow 1976/77. (powieść, 2003, ISBN 3-462-03212-7)
- Araf’takiler -Hayatları Roman olanlardan- Emine Sevgi Özdamar, Corakli Sahbender (powieść w języku tureckim, „ADIM”, 2004, Erzurum-Türkei)

## Nagrody i wyróżnienia
- Ingeborg-Bachmann-Preis (1991)
- Walter-Hasenclever-Preis der Stadt Aachen (1993)
- New-York Scholarship des Literaturfonds Darmstadt (1995)
- Adelbert-von-Chamisso-Preis (1999)
- Künstlerinnenpreis des Landes NRW (2001)
- Stadtschreiberin von Bergen-Enkheim (2003)
- Kleist-Preis (2004)